# Kidding
Kidding est une série télévisée américaine en vingt épisodes d'environ 30 minutes créée par Dave Holstein et réalisée par Michel Gondry, avec Jim Carrey dans le rôle principal,, diffusée du 9 septembre 2018, au 8 mars 2020 sur Showtime.
En France, les épisodes sont disponibles le lendemain de la diffusion américaine sur la plateforme de vidéo à la demande myCanal, à partir du 10 septembre 2018, et le surlendemain en seconde partie de soirée sur la chaîne Canal+ Séries, et au Québec à partir du 25 février 2019 à Super Écran. Elle reste inédite dans les autres pays francophones.
La série marque les retrouvailles entre Gondry et Carrey, qui avaient précédemment collaboré sur le court métrage Pecan Pie (2003) et le film Eternal Sunshine of the Spotless Mind (2004).

## Synopsis
Jeff Pickles, conteur pour enfants à la télévision depuis plusieurs générations et symbole même de bonté, se retrouve un jour confronté à l'implosion de sa famille ; ne pouvant pas se servir de ses habituels contes de fée, fables et marionnettes pour sortir de cette crise, il se retrouvera alors confronté à la cruauté du monde et au déclin de sa santé mentale.

## Distribution

### Acteurs principaux
- Jim Carrey (VF : Emmanuel Curtil) : Jeff Piccirillo alias Jeff Pickles, présentateur de l'émission pour enfants Mr. Pickles' Puppet Time
- Catherine Keener (VF : Anne Dolan) : Deirdre Perera, dite Didi, la sœur de Jeff
- Frank Langella (VF : Féodor Atkine) : Sebastian Piccirillo, dit Seb, le père de Jeff et producteur de l'émission pour enfants Mr. Pickles' Puppet Time
- Judy Greer (VF : Anne Massoteau) : Jill Piccirillo, l'ex-femme de Jeff
- Cole Allen (VF : Mahé Laridan) : Will Piccirillo, le fils de Jeff
- Juliet Morris (VF : Elisa Bardeau) : Maddy Perera, la fille de Deirdre

### Acteurs récurrents
- Justin Kirk (VF : Pierre Tessier) : Peter
- Ginger Gonzaga (VF : Audrey Sablé) : Vivian
- Bernard White (VF : Mathieu Buscatto) : le mari de Dierdre
- Grace Song : Eliza
- Tara Lipinski : elle-même

 Source et légende : version française (VF) sur RS Doublage

## Production
Le 14 juillet 2020, la série est annulée.

## Épisodes

### Première saison (2018)
1. Le vert veut dire roule (Green Means Go)
2. Pusillanime (Pusillanimous)
3. Chaque souffrance porte un nom (Every Pain Needs a Name)
4. Salut maman (Bye, Mom)
5. Le Nouveau vous (The New You)
6. Le Cookie (The Cookie)
7. Kintsugi (Kintsugi)
8. Philliam (Philliam)
9. Lt. Pickles (L.T. Pickles)
10. Un de ces jours (Some Day)

### Deuxième saison (2020)
Le 10 octobre 2018, la série est renouvelée pour une deuxième saison, diffusée depuis le 9 février 2020.
1. The Cleanest Liver in Columbus, Ohio
2. Up, Down and Everything in Between
3. I'm Listening
4. I Wonder What Grass Tastes Like
5. Episode 3101
6. The Death of Fil
7. The Acceptance Speech
8. A Seat on the Rocket
9. The Nightingale Pledge
10. The Puppet Dalai Lama

### Revue de presse
- Cédric Melon, « Quatorze ans après Eternal Sunshine of the Spotless Mind, Jim Carrey retrouve le réalisateur français Michel Gondry pour la série Kidding. », Télécâble Sat Hebdo no 1481, SETC, Saint-Cloud, 17 septembre 2018, p. 9,  (ISSN 1630-6511)